# Unidos da Serraria
O Grêmio Recreativo Cultural Escola de Samba Unidos da Serraria é uma escola de samba de Diadema, SP. Foi fundada a partir de uma reunião no Bar da Tia, no bairro diademense do Serraria, no dia 14 de novembro de 1987. Seu fundador Waldomiro Gomes, que mantém também um clube de futebol (A.A. Boa Vista), deu a ideia de seu primeiro enredo: "Leônidas da Silva-O Diamante negro".
Foi a última colocada do grupo principal em 2011, sendo portanto rebaixada. No ano seguinte, obteve a ascensão, voltando para o Grupo 1 em 2013.

## Carnavais
| Ano  | Colocação     | Grupo | Enredo                                                                                                   | Ref.          |
| ---- | ------------- | ----- | --- | ------------- |
| 2000 |               | 1     | Os Quatro Elementos Zodiacais                                                                            | [ 4 ]         |
| 2001 | Vice-campeã   | 2     | Os Encantos, Beleza e a Magia de Salvador                                                                | [ 5 ] [ 6 ]   |
| 2002 |               | 1     | Serraria Pede Espaço para Invadir o Espaço                                                               | [ 7 ]         |
| 2003 | 6º lugar      | 1     | Fim de semana, lazer e alegria                                                                           | [ 8 ] [ 9 ]   |
| 2004 | Campeã        | 1     | África: berço de tradições e religiões                                                                   | [ 10 ] [ 11 ] |
| 2008 | Campeã        | 1     | Eu sou o chão, sou pó, sou poeira, sou o samba, a raça brasileira                                        | [ 12 ] [ 13 ] |
| 2009 | Campeã        | 1     | | [ 14 ]        |
| 2010 | Sem avaliação | 1     | Do Reino de Alguém, ao Reino de Além do Mar, Quem Foi Rei Nunca Perde a Majestade                        | [ 15 ]        |
| 2011 | 5º lugar      | 1     | És bela, és forte, soberana, um verde de magia, ritual de alegria, sua cultura contagia a nossa Serraria | [ 1 ]         |
| 2012 | Campeã        | 2     | | [ 16 ]        |

## Títulos
- Campeã do Carnaval de Diadema (5): 1993, 1996, 2004, 2008 e 2009.[1]
- Campeão do Grupo 2: 2012